# Winfried Ulrich

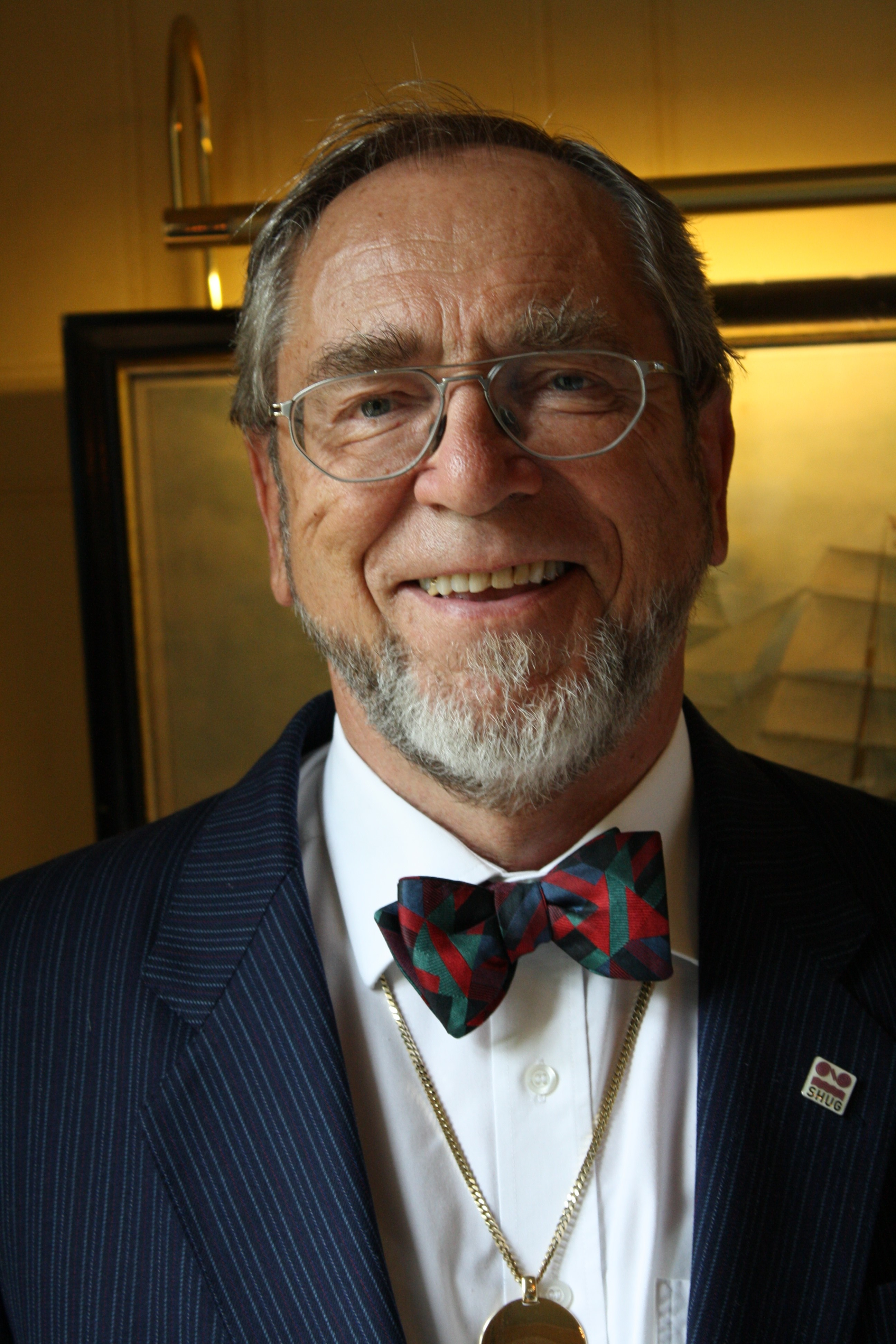
Winfried Ulrich (2013)

Winfried Ulrich (* 25. August 1941 in Dramburg, Pommern) ist ein deutscher Germanist und Sprachwissenschaftler.

## Leben
Ulrich wuchs in Tornesch auf und besuchte das Ludwig-Meyn-Gymnasium in Uetersen. Nach dem Abitur studierte er Germanistik und Evangelische Theologie an der Universität Hamburg und der Eberhard Karls Universität Tübingen. 1969 promovierte er in Hamburg zum Dr. phil.
Er war wissenschaftlicher Assistent an der Christian-Albrechts-Universität zu Kiel (CAU) und Studienassessor im Hamburger Gymnasialdienst. Die Pädagogische Hochschule in Reutlingen berief ihn 1970 als Professor für Deutsche Sprache und Literatur und ihre Didaktik. 1980 wechselte er an die PH Kiel, die ihn zum Prorektor (1987–1990) und Rektor (1990–1993) wählte. Mit der Integration der PH Kiel in die Christian-Albrechts-Universität zu Kiel wurde Ulrich 1994 Direktor des Seminars für Deutsche Sprache und Literatur und ihre Didaktik. Von 1996 bis 1998 war er Dekan der Erziehungswissenschaftlichen Fakultät. Von 2003 bis zu seiner Emeritierung (2006) war er Direktor des Germanistischen Seminars der Christian-Albrechts-Universität zu Kiel.
Er war Wissenschaftlicher Leiter der Schleswig-Holsteinischen Universitäts-Gesellschaft (2004–2009).

## Gastprofessuren
- University of Arizona (1993/94 und 2002/03)
- University of Queensland (1998/99)
- Monash University (1998/99)
- Universität Yamaguchi (2002)
- Universität Kagoshima (2005)
- Universität Hiroshima (2011)

## Ehrendoktorate
- Ehrendoktor der Universität Tallinn
- Ehrendoktor der Universität der Wissenschaften Szeged
- Universitätsmedaille der Christian-Albrechts-Universität (2009)[4]